# Рудик Адам Микитович
Адам Микитович Рудик (псевдо: «Шавула», «Шаула», «Шакал»; 1909/1911, с. Людвипіль, нині смт. Соснове, Рівненський район, Рівненська область — 1944?) — український військовик, командир загону (куреня) «ім. Остапа» («Батуринського» загону) ВО-1 «Заграва» УПА-Північ.

## Життєпис
Народився 1909 року у містечку Людвиполі тогочасної Волинської губернії Російської імперії (сьогодні смт Соснове Рівненської області України). За іншими даними народився 1911 року у прилеглому до Людвиполя селі Великі Селища. Закінчив 4 класи школи.
Весною 1943 року призначений командиром сотні 1-ї групи УПА, яка діяла на півночі Рівненської області. Відділ «Шавули» брав участь у боях з німецькими загонами та більшовицькими партизанами, а також у ліквідації польських колоній, які співпрацювали з більшовиками та німецькою владою. 28 березня 1943 року Рудик на чолі відділу вступив у бій проти німецьких військ у Людвиполі. З серпня до кінця вересня 1943 року сотня «Шавули» у складі тимчасового куреня під командуванням Дмитра Корінця («Бористена») здійснила рейд у північні райони Рівненської області та південні райони Пінської області БРСР з пропагандивно-розвідувальною метою та задля знищення радянських партизанських загонів. Після цього 12 вересня 1943 року «Шавула» призначений командиром самостійного куреня (загону) «ім. Остапа» у складі ВО «Заграва». Пізніше був поранений і лікувався.
Під час переходу фронту у січні-лютому 1944 року у підрозділі Рудика було 2 сотні, у яких налічувалося 240 осіб. У лютому 1944 року під час наближення лінії радянсько-німецького фронту «Шавула» розформував сотні з очолюваного ним загону, за що понижений на посаді до заступника загону. Командування доручили повстанцю на псевдо «Лебедин». Проте вже 14 квітні 1944 року Рудик знову став командиром. 17 травня 1944 року наказом шефа військового штабу групи «Заграва» Дмитра Корінця («Дмитречка», «Бористена») загін «ім. Остапа» перейменований на «Батуринський». Зміна назви та переформування загону були пов'язані, з одного боку, з проходженням з північного сходу на захід у січні-березні 1944 року через Волинь та Полісся радянсько-німецького фронту, а з іншого — через плани командування УПА, які передбачали послати у східні терени України похідні підрозділи з метою підняття там антирадянського повстання. 27 квітня 1944 року в Лінчинському лісі відбувся бій куреня Адама Рудика з відділом військ НКВС, у якому, за даними повстанців, було вбито понад 300 енкаведистів і понад 150 поранено, а втрати повстанців становили 40 вбитих, серед яких — сотенний «Буря». Влітку 1944 року брав участь у боях з військами НКВС поблизу Корця і Березного. Тоді ж, ймовірно, разом із загоном переходить з ВО «Заграва» до ВО «Тютюнник».
Згідно з даними НКВС, курінь «Шавули» був розбитий 14—15 травня 1944 року, а сам командир вбитий 2 червня 1944 року. За відомостями краєвого провідника ОУН на ПСУЗ Федора Воробця («Верещаки»), даними на допиті НКВС 23-28 лютого 1946 року, «Шавула» був схоплений НКВС у проміжку часу з середини 1944 по січень 1945 року. Дослідник Петро Содоль припускає, що Рудик загинув у вересні 1944 року. Автори 13-го тому «Літопису УПА» (2014) ототожнюють Адама Рудика з командиром «Хвастівського» загону ВО «Заграва» на псевдо «В. Чорнота» («Чорнота»), проте згадок про це немає в інших джерелах.